# DAX (borzni indeks)
DAX (nemško Deutscher Aktienindex) je eden najpomembnejših borznih indeksov v Nemčiji. Indeks je izračunan kot s kapitalizacijo tehtano povprečje tečajev delnic 40 največjih delniških družb v Nemčiji. DAX je enakovreden britanskemu FTSE 100 in ameriškemu Dow Jonesu.
DAX je bil ustvarjen 1. julija 1988 z izhodiščno vrednostjo 1000 točk. Indeks izračuna Deutsche Börse AG.
Deutsche Börse je 24. novembra 2020 napovedala razširitev indeksa za deset dodatnih komponent, da bi bolje odražala trenutno strukturo nemškega gospodarstva. Širitev je potekala v tretjem četrtletju 2021.

## Izračun indeksa
Od januarja 2016 se indeks izračuna vsak trgovalni dan od 9:00 zjutraj po srednjeevropskem času. Pri izračunu DAX se uporabljajo cene delnic na elektronski borzi XETRA.
Za izračun po formuli Etienne Laspeyres se cene delnic izbranih družb, ki kotirajo na borzi, tehtajo glede na njihovo tržno kapitalizacijo.
Upoštevajo se le delnice, ki so v prostem obtoku. Če je kapital družbe razdeljen na več vrst delnic (na primer navadne delnice in prednostne delnice), se uporabi vrsta delnic z večjo likvidnostjo.

## Kriteriji za izbiro
Od septembra 2021 imajo podjetja pravico do vključitve v DAX le po enem glavnem merilu - tržni kapitalizaciji delniške družbe. Upošteva se skupna vrednost vseh delnic, ki so v prostem obtoku in niso v rokah strateških vlagateljev. Druga prejšnja merila, na primer, kako aktivno je trgovanje s temi vrednostnimi papirji, so izginila.
Poleg tega je bil uveden nov strogi pogoj: kandidati za DAX 40 morajo imeti vsaj dve leti dobičkonosnega dela ter redno oddajati ne le letna in polletna, temveč tudi četrtletna revidirana poročila.
Delnica se lahko izključi iz indeksa med datumi rebalansa, če njena teža presega 10% in 30-dnevna zgodovinska volatilnost cene delnic presega 250%.